# Чешвиница
 Чешвиница је мало ненасељено острво у хрватском делу Јадранског мора.
Налази се око 2 км западно од острва Ластова. Површина острва износи 0,619 км². Дужина обалске линије је 4,71 км..
Највиши врх на острву је висок 46 метара.